# Lingenfeld
Lingenfeld là một đô thị thuộc huyện Germersheim, trong bang Rheinland-Pfalz, phía tây nước Đức. Đô thị Lingenfeld có diện tích 15,33 km², dân số thời điểm ngày 31 tháng 12 năm 2006 là 5401 người. Lingèneld có cự ly khoảng 5 km về phía tây bắc Germersheim, và 10 km về phía tây nam của Speyer.
Lingenfeld là thủ phủ của Verbandsgemeinde ("đô thị tập thể") Lingenfeld. 

## Biến động dân số
| - 1480 ca. 180 - 1530 ca. 180 - 1705 ca. 257 - 1742 ca. 500 - 1771 ca. 585 | - 1806 ca. 871 - 1833 ca. 1229 - 1890 ca. 1556 - 1925 ca. 2270 - 1953 ca. 3000 | - 1967 ca. 3740 - 1977 ca. 4172 - 1984 ca. 4055 - 2001 ca. 5473 - 2004 ca. 5870 |